# مکانو
مکانو (انگلیسی: Mecanoo) یک شرکت معماری در دلفت هلند است.